# Bầu cử tổng thống Việt Nam Cộng hòa 1971
Bầu cử tổng thống được tổ chức tại Việt Nam Cộng hòa vào ngày 2 tháng 10 năm 1971. Sau khi hai ứng cử viên đối lập Dương Văn Minh và Nguyễn Cao Kỳ từ bỏ việc tranh cử, Tổng thống đương nhiệm Nguyễn Văn Thiệu là ứng cử viên duy nhất, nhận được 100% phiếu bầu. Chiến thắng của Thiệu trong cuộc bầu cử này chính thức đánh dấu nhiệm kỳ thứ hai của ông. Đây là cuộc bầu cử tổng thống cuối cùng được tổ chức tại Việt Nam Cộng hòa.

## Kết quả
| Ứng cử viên                  | Phiếu bầu | %      |
| ---------------------------- | --------- | ------ |
| Nguyễn Văn Thiệu             | 5.971.114 | 100.00 |
| Tổng cộng                    | 5.971.114 | 100.00 |
|                              |           |        |
| Phiếu bầu hợp lệ             | 5.971.114 | 94.37  |
| Phiếu bầu không hợp lệ/trống | 356.517   | 5.63   |
| Tổng cộng phiếu bầu          | 6.327.631 | 100.00 |
| Cử tri phiếu bầu đã đăng ký  | 7.192.660 | 87.97  |
| Nguồn: Nohlen et al.         |           |        |